# Tegher
Pour l’article homonyme, voir Tegher (Aragatsotn).
Tegher (en arménien Թեղեր ; anciennement Dighir) ou Tegherivank (Թեղերիվանք) est un monastère arménien situé dans le marz d'Aragatsotn, au pied de l'Aragats, sur le territoire de la communauté rurale d'Aghdsk. Il domine la plaine environnante.
Le complexe monastique a été construit au XIIIe siècle, à la période zakaride, sur commande de la famille noble locale, les Vatchoutian, également protecteurs des proches monastères de Hovhannavank et de Saghmosavank. Il est principalement composé de l'église Sourp Astvatsatsin (« Sainte-Mère-de-Dieu », 1213) et de son gavit aux deux chapelles occidentales (1221).
Le potentiel touristique de ce lieu de pèlerinage local est encore peu exploité.

## Situation géographique
Pour des articles plus généraux, voir Aragatsotn et Ayrarat.

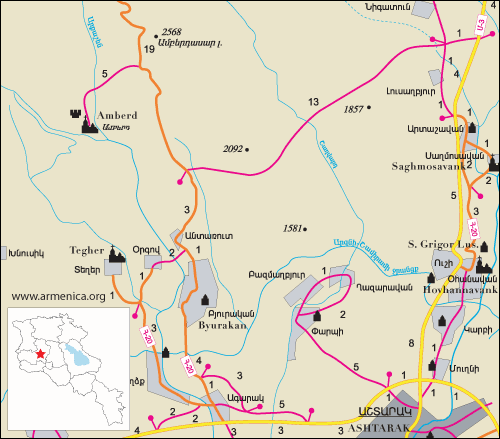
Situation de Tegher.

Tegher est situé à une altitude de 1 700 m sur les pentes méridionales du point culminant de l'Arménie, l'Aragats (4 095 m). Dominant la gorge formée par un petit torrent portant son nom, le monastère offre une large vue sur la plaine et les prés environnants.
Tegher s'élève sur le territoire de la communauté rurale d'Aghdsk (la localité même est distante de 5 km), dans le marz d'Aragatsotn, au nord-ouest de la capitale arménienne, Erevan, qui est visible par beau temps. Il jouxte un ancien village abandonné depuis 1962. Le monastère est accessible par deux routes : l'une venant d'Aghdsk, et l'autre de Byurakan.
Historiquement, Tegher est situé dans le canton d'Aragatsotn de la province d'Ayrarat, une des quinze provinces de l'Arménie historique selon le géographe du VIIe siècle Anania de Shirak.

## Histoire
Pour un article plus général, voir Arménie zakaride.
Au début du XIIIe siècle, alors que le nord-est de l'Arménie a été libéré par les princes Zakarian, le prince Vatché Vatchoutian leur achète le canton d'Aragatsotn ; il y fait ériger les monastères de Hovhannavank et de Saghmosavank, qui forment avec Tegher un triptyque représentatif de l'époque (bien que Tegher se distingue par son austérité). Ce dernier est construit sur commande de la femme de ce prince, Mamakhatoun (Mama Khatoun, ou « princesse Khatoun ») et est l'œuvre de l'architecte et vardapet Aghbayrik, qui officie de 1213 à 1221 ; le site est alors consacré en 1232.
Si l'on sait que le monastère est doté de remparts au XIVe siècle à l'initiative du moine Sarkis de Byurakan, l'histoire ultérieure de l'établissement est toutefois peu connue.
La restauration de Tegher débute dans les années 1980 et est terminée en 1995. Le site est aujourd'hui un lieu de pèlerinage pour les habitants des villages environnants. Il reçoit peu de touristes, mais la situation pourrait changer si le projet de conversion du village abandonné en centre touristique venait à se réaliser,.

## Bâtiments
Pour un article plus général, voir Architecture arménienne.
Le monastère se compose principalement  d'une église Sourp Astvatsatsin et de son gavit en basalte gris foncé ; toutes les coiffes des coupoles sont couvertes de pierres taillées. Il est complété par les vestiges des quartiers d'habitation et de bâtiments fonctionnels, dont un four à pain, ainsi que des remparts de 1469, tous visibles au sud et à l'ouest.

### Sourp Astvatsatsin
L'église, Sourp Astvatsatsin (« Sainte-Mère-de-Dieu »), est une croix inscrite cloisonnée de type fermé dotée de quatre chapelles d'angle à deux étages ; elle est munie de pendentifs soutenant un tambour cylindrique à coiffe conique. Selon une inscription figurant sur ce tambour, elle date de 1213. Elle est reliée à la rivière par un passage secret aujourd'hui bloqué.

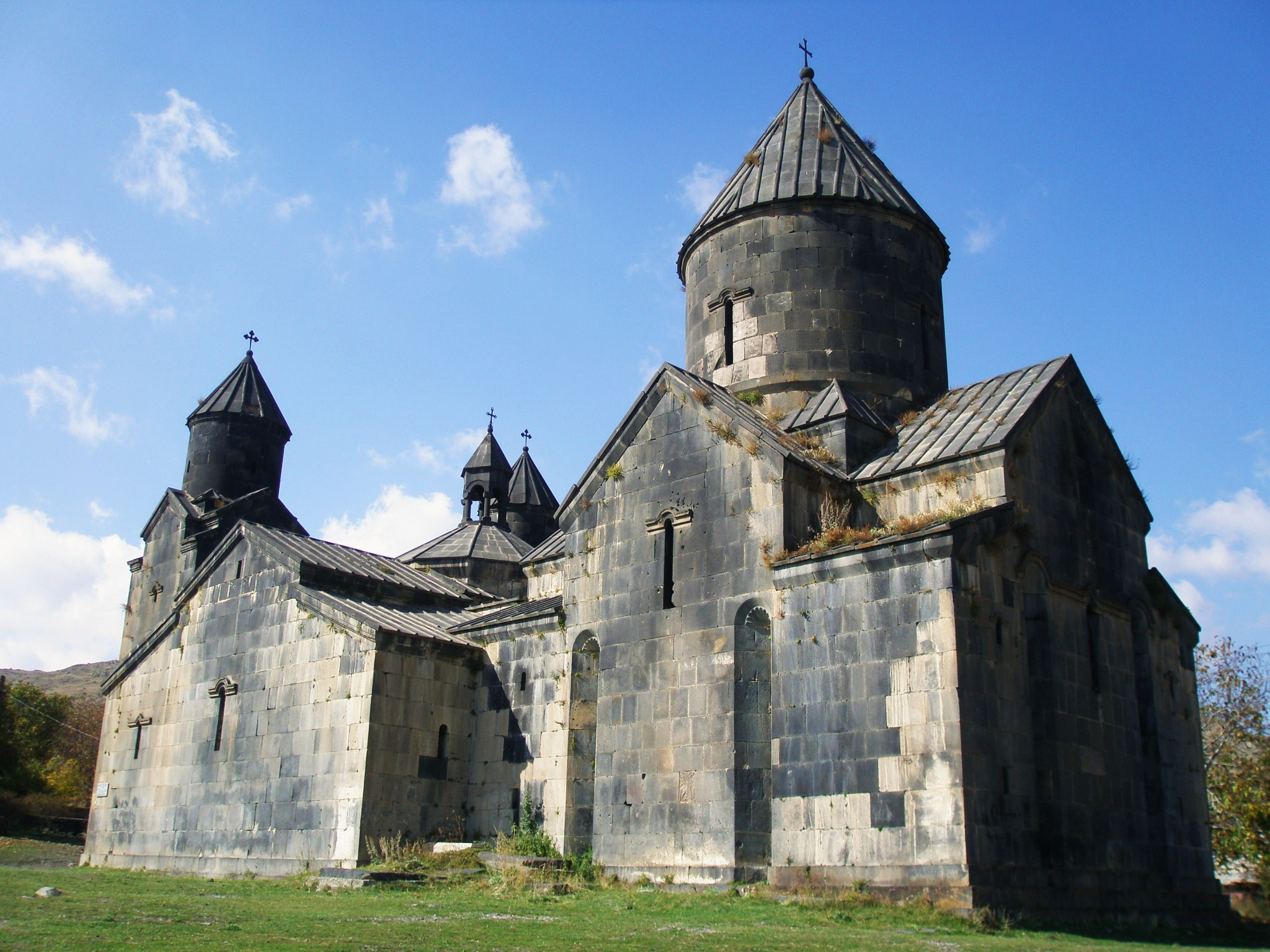
Le monastère vu depuis le sud-est (le gavit à gauche et Sourp Astvatsatsin à droite).

Son décor est austère. Le décor extérieur consiste en niches dièdres ornées de bandes horizontales et en fenêtres aux arcs moulurés présentes sur les façades septentrionale, orientale et méridionale. Le décor intérieur se résume à la décoration du bem (estrade de l'autel, dans l'abside semi-circulaire à l'est) au moyen de sept arcs.

### Gavit
Accolé à la façade occidentale de l'église, le grand gavit rectangulaire est du type à quatre colonnes centrales ; la colonne du sud-est indique la date de sa construction, 1221. Toutes les quatre proviennent d'une carrière distante de 10 km. Elles soutiennent une base carrée qui, par l'intermédiaire de caissons triangulaires, supporte la coupole pyramidale à douze pans incurvés ; celle-ci est surmontée d'un erdik (variante locale de lanterneau). Les côtés du gavit sont voûtés en berceau et les angles sont dotés de plafonds plats. Il contient quelques tombes, dont celles de Vatché et de son épouse, et quelques khatchkars.
À l'ouest, le portail du gavit est orné de deux chambranles, le premier, cintré en accolade, étant contenu dans le second, rectangulaire à chaîne seldjoukide. Des khatchkars sont incorporés à sa façade.
Le gavit se distingue par les deux chapelles surmontant ses angles occidentaux, de petites nefs élancées à coupoles, accessibles par son toit, et dont la vocation était probablement funéraire. Seule celle de gauche est ornée de deux tourterelles.